# Карбид титана
Карбид титана — соединение углерода и металлического титана (хим.формула TiC). Это сверхтвердый материал, имеющий серый оттенок отличающийся особыми прочностными характеристиками (9 по шкале Мооса, ~30 ГПа), жаропрочностью и стойкостью к действию некоторых кислот (серной и соляной). Однако карбид титана растворим в «царской водке», а также в смесях плавиковой (HF) и азотной (HNO3) кислот и расплавах щелочей. Компонент жаропрочных, жаростойких и твердых сплавов, абразивный материал; его используют для нанесения износостойких покрытий, для изготовления тиглей и чехлов термопар, стойких к расплавлению металлам, для футеровки вакуумных высокотемпературных печей.

## Получение
Получить карбид титана можно в виде:
- волокон
- покрытий
- монокристаллов
- порошков
Монокристаллы можно получать:
- жидкофазным методом
- растворным методом
- плазмохимическим методом
Порошки можно получать из различных реагентов.
Получение из TiO2:
- плавление смеси оксидов с углеродом
- углетермический метод
- плазмохимический синтез
Получение из порошка Ti:
- прямой синтез без плавления
- СВС
- псевдоплавленный TiC
Получение из галогенидов Ti:
- плазмохимический синтез
Получение из оксидов Ti:
- гидрирование-дегидрирование
- карбидизация смеси титановой стружки с сажей
Получение из бедного сырья
Возможные методы получения:
В связи с низкой стоимостью и легкодоступностью TiO2 в производственных условия карбид титана чаще всего получают именно из него
{\displaystyle {\mathsf {TiO_{2}\longrightarrow Ti_{2}O_{3}\longrightarrow TiO\longrightarrow TiC}}}
Последний этап цепочки реакций выглядит следующим образом:
{\displaystyle {\mathsf {TiO+2C\longrightarrow TiC+CO}}}
Реакция при PVD-процессе:
{\displaystyle {\mathsf {Ti+CH_{4}\longrightarrow TiC+2H_{2}}}}
Реакция при CVD-процессе:
{\displaystyle {\mathsf {TiCl_{4}+CH_{4}\longrightarrow \ TiC+4HCl}}}